# 威廉斯號驅逐艦 (DD-108)
威廉斯號驅逐艦（舷號DD-108），轉交皇家加拿大海軍後更名為聖克萊爾號，是一艘美國海軍建造的驅逐艦，為維克斯級驅逐艦的34號艦。她是美軍第一艘以威廉斯為名的軍艦，以紀念美國獨立戰爭時期的海軍軍官約翰·福斯特·威廉斯（John Foster Williams）。
威廉斯號在1918年於聯合鋼鐵廠開始建造，在同年下水，於1919年服役，其時第一次世界大戰已經結束。接著威廉斯號分別到地中海及太平洋執勤，在1922年退役封存。第二次世界大戰爆發後，威廉斯號在1940年重返現役，並按租借法案轉交皇家加拿大海軍，更名為聖克萊爾。此後聖克萊爾號被派往護航商船。1941年俾斯麥號戰艦於丹麥海峽海戰後突破封鎖，進入大西洋，使英國幾乎總動員本土軍艦搜索對方，而聖克萊爾號也加入搜索之列。俾斯麥號不久便遭擊沉，而聖克萊爾號則在索敵期間遭德國遠程轟炸機發現攻擊，未有受損。稍後聖克萊爾號返回護航之列，在1943年調返加拿大用作訓練艦，直到戰爭結束。1946年聖克萊爾號退役除籍，並出售拆解。